# Rio Dyle

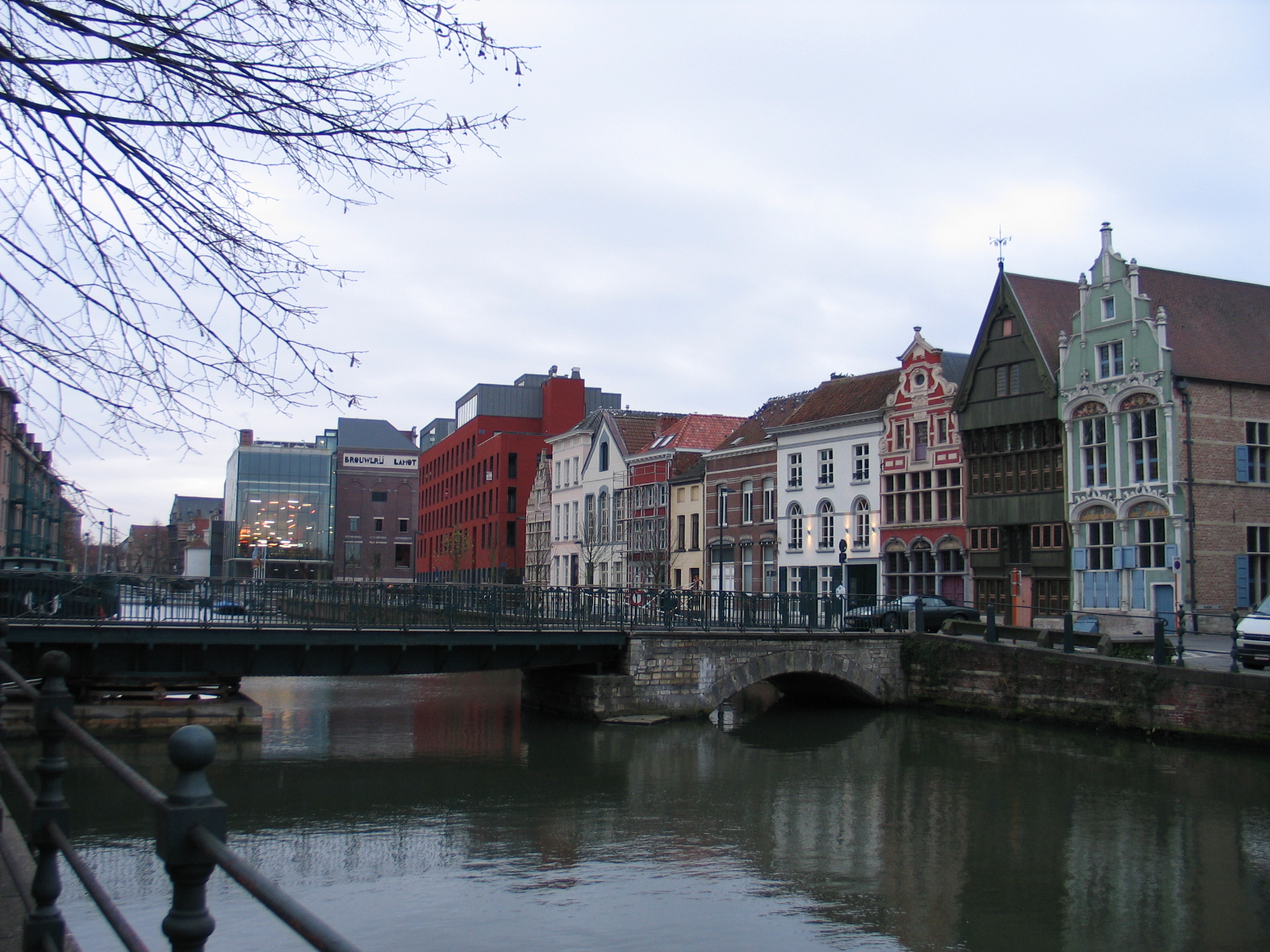
O Dyle em Mechelen

O rio Dyle ou Dijle é um rio do centro da Bélgica com cerca de 100 km de comprimento. Ele atravessa as províncias de Brabante Valão, Brabante Flamengo e Antuérpia. O Dyle nasce em Houtain-le-Val, perto de Nivelles. 
As cidades mais importantes ao longo do rio Dyle são (iniciando pela nascente): Ottignies, Wavre, Lovaina e Mechelen. 
Os afluentes do Dyle são os rios Demer (em Werchter, municipalidade de Rotselaar) e Senne (perto de Rumst). Logo após a confluência com o rio Senne, o Dyle forma, juntamente com o rio Nete, o rio Rupel.
O rio Dyle é navegável para pequenas embarcações a partir de Werchter.